# Miedzieliszki
Miedzieliszki (biał. Медзялішкі, Miedzialiszki; ros. Меделишки, Miedieliszki; pol. hist. Miedzieliszki II) – chutor na Białorusi, w obwodzie grodzieńskim, w rejonie ostrowieckim, w sielsowiecie Worniany, w pobliżu granicy z Litwą.

## Historia
W okresie międzywojennym zaścianek Miedzieliszki II leżący w Polsce, w województwie wileńskim, w powiecie wileńsko-trockim, w gminie Worniany.
Po II wojnie światowej w granicach Związku Sowieckiego. Od 1991 w niepodległej Białorusi.